# Joan Suñé i Masià
Joan Suñé i Masià (Amposta, 30 d'octubre del 1866 - Barcelona, 28 d'abril del 1947) va ser un flautista i compositor català.

## Biografia
Quan tenia dotze anys, la seva família es traslladà a viure d'Amposta a Barcelona. De forma autodidacta aprengué a tocar la flauta travessera, i formà part d'una orquestrina fins que fou cridat al servei militar, on va ser destinat a la banda de música de la seva unitat. De tornada a Barcelona, seguí tocant en petits conjunts a llocs com l'Edèn Concert. Estudià a l'Escola Municipal de Música de Barcelona, i al curs 1890-1891 hi fou doblement premiat en l'assignatura de flauta; al conservatori tingué de mestre el compositor Antoni Nicolau, i per company d'estudis el futur intèrpret d'anomenada Pau Casals. Es presentà, i guanyà, la plaça de director de la banda municipal de Borriana. Posteriorment, el 1903, guanyà per oposició una plaça d'instrumentista de flauta travessera a la Banda Municipal de Barcelona, i romangué a la formació fins a jubilar-se'n el 1936. Dels quatre fills (Julieta, 1892; Matilde, 1894; Margarita, 1897; Joan, 1903) que tingué amb Margarida Sintes, amb qui s'havia casat l'any 1892, el fill petit va ser organista i pedagog.
Com a compositor es dedicà en especial als ballables, per bé que compongué també teatre musical i sardanes. El 1919 fou autor de l'himne de la seva població natal, Oh! Amposta, i des del 1966 té un carrer dedicat a aquesta població.
Documentació seva es conserva a l'Arxiu Comarcal del Montsià

## Obres
Selecció
- Amposta, pasdoble enregistrat[Disc 1]
- ¡Anda la osa, Ceferino! chotis madrileño (1918), lletra de Pedro Abelló
- Aprieta y vuelve, tango-couplets (1918), lletra de Leopoldo Varó i Josep Maria Castellví García-Alhambra
- El bofetón, cuplé (1918), lletra i música de Joan Suñé
- Al Camerón, cuplé tango (1918), lletra i música de Joan Suñé
- La camillera, enregistrada[Disc 2]
- Canflinfero, tango argentino, lletra de Fantomas (Genaro Monreal Lacosta ?)
- La chotisófila, schottisch, lletra i música de Joan Suñé, enregistrat[Disc 3][Disc 4]
- Compostela, estudiantina (1926), lletra de Luis Alcaide Dara
- Guayaquil, pericón (1930), enregistrat[Disc 5]
- Himne de la Lira Ampostina (1918)[5]
- La Lira Ampostina, pasdoble, enregistrat[Disc 1]
- Lulú, cuplé (1918), lletra i música de Joan Suñé
- El mañico, jota aragonesa (ca 1930), enregistrada[Disc 6]
- Oh! Amposta. Himne a la Molt Noble i Lleial Ciutat d'Amposta (1919), lletra i música de Joan Suñé, enregistrat[Disc 1][6]
- Ramo de flores, pasodoble (1930), enregistrat[Disc 5]
- Vencido, por fin (1926), lletra de Luis Villacampa i M. Escardó
- Virolet, vals de flautín (1922), enregistrat[Disc 7]
- Ballables amb lletra de Rossend Llurba: Amor sólo una vez pasa (ca 1917); ¡Arrimáte, pamperita!, tango argentino (ca 1917); Como se baila el chotis, canción madrileña (1918); La danza de New-York (ca 1917); La dependienta (1921); Devota... del padre cura (ca 1917); La Font del Xirineu, cançoneta; Joffre--!, himne català (1932?); Pasa la serenata, canción vascongada (enregistrada[Disc 8] 1917); La reina cañí (ca 1917); Vente conmigo (enregistrada[Disc 9] 1925?)
- Couplets amb lletra de Copérnico Olver: Al Paralelo (1912); Anda la órdiga (enregistrat[Disc 10] 1918); Berlin-bar (1913); La paja (1912); La pelotari; Profesora de lenguas[7]
- Sardanes: Barcelona és bona; La barcelonina; Boires del Montseny; El breviari de l'amor (1919, lletra de Leandre Roura); El cant dels pastors; Pilar; La popular; La sardana (lletra de Leandre Roura); La sirena d'or; Terramar; Toquen a missa![8]

### Música per a l'escena
- Almacén de modas (1910), revista en un acte, amb llibret de G.J. i F.O.D.
- Los apuros de Inocente, juguete cómico-lírico en un acto (1906), lletra de Josep Carreras i Copérnico Olver
- Backanal, juguete cómico-lírico en un acto (1910), lletra de José Salvador Bonet?
- El final del cuento, boceto dramático-lírico en 1 acto (1910), lletra de José Salvador Bonet
- Pilar Martí (1911), obra en un acte amb lletra de Martín Pilares i música de Joan Suñé i Vicente Gil

### Edicions de partitures
- Album número 3 Suñé, 1935. Conté: Serenatas, fantasía española; Isi-Ator; La noche, danza-ballet; Afrodita, danza oriental
- Album Suñé número 7, 1949. Conté: Manzanilla añeja, pasodoble; Mora libertada, marcha moruna; Cascabeles, pasodoble; Melodía romántica
- Música popular 13.  Madrid - Barcelona: El Cine, ca 1917.[Enllaç no actiu] Conté: Amor sólo una vez pasa, ¡Arrimáte, Pamperita!, tango argentino, La danza de New-York, Devota... del padre cura, Pasa... la serenata i La reina cañí (lletres de Rossend Llurba); El colegial i Holandino (lletres de Leopoldo Giménez Blat i Miquel Domènech); ¡Anda la órdiga! (lletra de Copérnico Olver); La chotisófila, Corrida real, Madam Cocó, Nerviosidad i ¡No me digas eso! (lletres i música de Joan Suñé); ¡Tururú!

### Enregistraments
1. 1 2 3  Banda de música de la Lira Ampostina; Coral Joventuts Unides (la Sénia). Oh! Amposta.  Barcelona: Tram, 1996.
2. ↑  Mary Focela y Orquesta. La camillera - Dulce fado de mi vida.  Barcelona: Compañía del Gramófono, ca 1920. Reproducció (Dulce fado de mi vida és de Copérnico Olver Caulas i Pere Palau)
3. ↑  Banda Municipal de Barcelona. La Chotisófila, schottisch - Montserratina, mazurka.  Barcelona: Compañía del Gramófono, ca 1917. Disc de 78 rpm (Montserratina és de Cassià Casademont)
4. ↑  Pilar Alonso; i orquestra. La Chotisófila - Mala Entraña.  Pasajes: Pathé, s.a. Disc de 78 rpm (Mala Entraña és de Juan Martínez Abades)
5. 1 2   Guayaquil - Ramo de flores.  Barcelona: Disco Gramófono, [1930]. Disc de 78 rpm
6. ↑  Amalia Molina; i orquestra del mestre Lacalle. El mañico - Percheleras.  Nova York: Columbia Phonograph Company Inc, ca 1930. Disc de 78 rpm (Percheleras és de Gaspar Vivas)
7. ↑  Orquesta Pathé. Virolet - El brujo.  Pasajes: Pathé, 1922. Reproducció (El brujo és de Patricio Muñoz)
8. ↑  Pilar Alonso i orquestra. Pasa la serenata - Ingratitud apache.  Barcelona: Compañía del Gramófono, ca 1917. Reproducció (Ingratitud apache és de Joan Duran i Vila i Alfons Vidal)
9. ↑  Pilar Alonso i orquestra. Vente conmigo - Sus pícaros ojos.  Barcelona: Compañía del Gramófono, ca 1925. Reproducció (Sus pícaros ojos és de Vicent Quirós i Eduardo Montesinos López)
10. ↑  Bella Ninón, i orquestra. Anda la órdiga - Galanteos.  Pasajes: Pathé, 1922. Reproducció (Galanteos és d'Escamilla i J. Llull)